# Polskie Stowarzyszenie Chorych na Hemofilię
Polskie Stowarzyszenie Chorych na Hemofilię (PSCH) – polska organizacja pozarządowa zrzeszająca osoby chore na hemofilię i pokrewne skazy krwotoczne. Została założona w 1988 roku i posiada 14 oddziałów w największych miastach Polski. Zarząd główny stowarzyszenia składa się z 11 osób reprezentujących różne regiony kraju. PSCH współpracuje z ośrodkami służby zdrowia na terenie całego kraju, promując i wspierając leczenie hemofilii.

## Opis
PSCH angażuje się w działania mające na celu utrzymanie i poprawę standardów leczenia hemofilii. Współpraca organizacji obejmuje lekarzy specjalistów, pielęgniarki, fizjoterapeutów oraz inne podmioty medyczne. Stowarzyszenie współpracuje bezpośrednio z Ministerstwem Zdrowia, Krajowym Centrum Krwiodawstwa i Krwiolecznictwa oraz z referencyjnymi i regionalnymi ośrodkami medycznymi w Polsce. Opracowuje również materiały edukacyjne dotyczące choroby i jej powikłań, które są dystrybuowane wśród rodzin pacjentów, personelu medycznego oraz pedagogów. PSCH organizuje także nieodpłatne turnusy rehabilitacyjne dla dzieci i młodzieży.
Osiągnięcia:
W ramach swojej działalności, PSCH miało istotny wpływ na politykę zdrowotną w Polsce, co widoczne jest m.in. w wprowadzeniu Narodowego Programu Leczenia Hemofilii. Programy te obejmowały lata 2005–2011, 2012–2018 oraz najnowsze dla lat 2019-2023 i 2024-2028. Realizacja tych programów była wspierana przez Ministerstwo Zdrowia, co znacząco przyczyniło się do poprawy dostępności i jakości leczenia hemofilii.

## Działalność
Polskie Stowarzyszenie Chorych na Hemofilię prowadzi działania edukacyjne i szkoleniowe skierowane zarówno do pacjentów, jak i pracowników służby zdrowia. Organizuje konferencje, warsztaty oraz spotkania informacyjne, które mają na celu podniesienie wiedzy na temat choroby i metod jej leczenia. Prowadzi działania mające na celu poprawę dostępności do nowoczesnych terapii i leków dla chorych na hemofilię w Polsce.
Nagrody i wyróżnienia
PSCH otrzymało Honorową Nagrodę Zaufania "Złoty Otis" dla organizacji Pacjentów, Nagrodę Advocacy Recognition Award, Order św. Stanisława I Klasy, a jego niektórzy członkowie zostali odznaczeni między innymi: Krzyżem Komandorskim Orderu Św. Stanisława, Nagrodą Prezydenta Światowego Kongresu World Federation of Hemophilia, czy zostali Kawalerami Orderu Uśmiechu.
Publikacje
Stowarzyszenie wydaje książki, broszury i płyty DVD na temat hemofilii i skaz krwotocznych. Są one przeznaczone zarówno dla dorosłych i dzieci chorych na hemofilię, jak również dla ich rodzin i opiekunów.

## Współpraca i Partnerstwa
PSCH współpracuje z wieloma organizacjami krajowymi i międzynarodowymi, takimi jak World Federation of Hemophilia (WFH) oraz European Haemophilia Consortium (EHC). Współpraca ta pozwala na wymianę doświadczeń i najlepszych praktyk, a także na lepsze reprezentowanie interesów chorych na hemofilię na arenie międzynarodowej.

## Koła Terenowe
PSCH posiada również koła terenowe, które działają na obszarze całej Polski. Koła te mają na celu zapewnienie wsparcia lokalnym społecznościom osób chorych na hemofilię. Organizują one spotkania edukacyjne, warsztaty oraz lokalne wydarzenia, które mają na celu integrację chorych oraz ich rodzin. Koła terenowe znajdują się m.in. w następujących miastach:
- Gdynia
- Kalisz
- Katowice
- Kraków
- Lublin
- Łódź
- Olsztyn
- Wysokie Mazowieckie (Woj. Podlaskie)
- Bydgoszcz
- Poznań
- Rzeszów
- Szczecin
- Warszawa
- Wrocław